# Bayou Country Club
Bayou Country Club es un lugar designado por el censo ubicado en la parroquia de Lafourche en el estado estadounidense de Luisiana. En el Censo de 2010 tenía una población de 1396 habitantes y una densidad poblacional de 650,18 personas por km².

## Geografía
Bayou Country Club se encuentra ubicado en las coordenadas 29°46′48″N 90°47′22″O / 29.78000, -90.78944. Según la Oficina del Censo de los Estados Unidos, Bayou Country Club tiene una superficie total de 2.15 km², de la cual 2.15 km² corresponden a tierra firme y (0%) 0 km² es agua.

## Demografía
Según el censo de 2010, había 1396 personas residiendo en Bayou Country Club. La densidad de población era de 650,18 hab./km². De los 1396 habitantes, Bayou Country Club estaba compuesto por el 95.92% blancos, el 2.94% eran afroamericanos, el 0.29% eran amerindios, el 0.36% eran asiáticos, el 0% eran isleños del Pacífico, el 0.21% eran de otras razas y el 0.29% pertenecían a dos o más razas. Del total de la población el 1% eran hispanos o latinos de cualquier raza.